# Brantice
Brantice är en ort i Tjeckien. Den ligger i den östra delen av landet, 230 km öster om huvudstaden Prag. Brantice ligger 346 meter över havet och antalet invånare är 1 215.
Terrängen runt Brantice är kuperad västerut, men österut är den platt. Brantice ligger nere i en dal. Runt Brantice är det ganska tätbefolkat, med 100 invånare per kvadratkilometer. Närmaste större samhälle är Krnov, 6,1 km nordost om Brantice. I omgivningarna runt Brantice växer i huvudsak blandskog.